# Communauté de communes de la Région de Pleyben
Die Communauté de communes de la Région de Pleyben ist ein ehemaliger französischer Gemeindeverband mit der Rechtsform einer Communauté de communes im Département Finistère in der Region Bretagne. Der Gemeindeverband wurde am 29. Dezember 1999 gegründet und bestand aus sechs Gemeinden. Der Verwaltungssitz befand sich im Ort Pleyben.

## Historische Entwicklung
Mit Wirkung vom 1. Januar 2017 fusionierte der Gemeindeverband mit der Communauté de communes du Pays de Châteaulin et du Porzay und bildete so die Nachfolgeorganisation Communauté de communes Pleyben-Châteaulin-Porzay.

## Ehemalige Mitgliedsgemeinden
1. Le Cloître-Pleyben
2. Gouézec
3. Lannédern
4. Lennon
5. Lothey
6. Pleyben